# Morganucodon
Morganucodon es un género extinto de mamaliaformes que vivió durante el período Triásico superior hace unos 205 millones de años. Sus fósiles fueron encontrados en la provincia de Yunnan (China) y varias zonas de Europa y Norteamérica. Estos mamaliaformes están relacionados con animales como el Megazostrodon. Era un animal pequeño con un cráneo de 2 a 3 cm de longitud y una longitud corporal de 10 cm sin incluir la cola. En general su apariencia podría asimilarse a una musaraña o un ratón.